# Synagoga Steinera w Cieszynie
Synagoga Steinera w Cieszynie – prywatna bożnica znajdująca się w Cieszynie przy ulicy Szerokiej.
Bożnica została założona w kamienicy w okresie międzywojennym z inicjatywy rabina Steinera. Bożnica została zdewastowana przez hitlerowców podczas II wojny światowej. Obecnie w pomieszczeniach synagogi znajduje się mieszkanie.